# 円福寺 (福山市)
円福寺（えんぷくじ）は、広島県福山市鞆町鞆にある真言宗大覚寺派の寺院。山号は南林山。詳しくは、南林山 釈迦院 円福寺と号する。

## 歴史
当寺院の前身は、釈迦堂と呼ばれ室町時代には存在していたようであり、沼名前神社の南に位置していた。
当寺院の建つ場所は戦国時代以前は島であったが、慶長5年（1600年）頃の鞆城建造に伴い陸続きとなった。慶長15年（1610年）頃に大可島城（たいがしましろ）の跡地に移転し、建造されたと伝えられる。江戸時代は真言宗明王院の末寺となっていた。朝鮮通信使が来日した際には上官が宿泊した。
いろは丸沈没事件の談判の際、紀州藩の宿舎に使用された。

## 文化財
- 福山市指定史跡
  - 大可島城跡附伝桑原一族墓地

## 所在地
- 広島県福山市鞆町鞆10